# Бутков, Виктор Яковлевич
Виктор Яковлевич Бутков — советский военный деятель, полковник, лауреат Сталинской премии.

## Биография
Родился 20 января 1916 года в Андижане.
В Рабоче-Крестьянской Красной Армии — с 1937 года.
Член ВКП(б)/КПСС.
Занимал ряд инженерных и командных должностей в Рабоче-Крестьянской Красной Армии.
Принимал участие в Великой Отечественной войне: помощник начальника связи кавалерийской дивизии на Сталинградском, Южном, Юго-Западном фронтах, помощник начальника отдела штаба кавалерийского корпуса на Центральном и Белорусском фронтах.
После Великой Отечественной войны в звании полковника продолжил службу в Советской Армии, окончил Военную Краснознаменную академию связи им. С.М. Будённого в 1948 году. Занимался инженерной деятельностью: офицер отдела Семипалатинского полигона, офицер отдела, старший офицер отдела, заместитель начальника отдела, начальник отдела службы специального контроля в аппарате 6-го управления МО СССР, начальник службы Специального контроля, начальник лаборатории, начальником сектора Всесоюзного НИИ оптико-физических измерений.
За подготовку и проведение испытаний изделий РДС-6с, РДС-4 и РДС-5 на полигоне № 2 был в составе коллектива удостоен Сталинской премии 3-й степени за 1953 год.
Умер в 1999 году.  Похоронен на Головинском кладбище (Москва).

## Награды
- орден Красного Знамени (21.02.1945, 11.07.1945)
- орден Отечественной войны I степени (20.07.1944)
- орден Отечественной войны II степени (31.10.1943, 06.11.1985)
- орден Трудового Красного Знамени (1954)
- орден Красной Звезды (20.04.1953)